# امبوهیتراندریامانیترا
امبوهیتراندریامانیترا (به لاتین: Ambohitrandriamanitra) یک منطقهٔ مسکونی در ماداگاسکار است که در آنالامانگا واقع شده‌است.

## خصوصیات
امبوهیتراندریامانیترا ۸٬۰۰۰ نفر جمعیت دارد و ۱٬۴۲۴ متر بالاتر از سطح دریا واقع شده‌است.